# 鉤牙皇石首魚
鉤牙皇石首魚為輻鰭魚綱鱸形目鱸亞目石首魚科的其中一種，分布西大西洋區，從委內瑞拉至阿根廷北部海域，棲息深度可達60公尺，本魚身體經常棕黃色，上部稍深。胸鰭長，烏黑，絲狀上的軟條，延伸至尾柄骨盆和臀鰭黃色，口大，近水平，下巴具一雙長適中，細長的觸鬚，體長可達45公分，棲息在沿海泥底質海域、河口區，可做為食用魚。